# Епархия Яньаня
Епархия Яньаня (лат. Dioecesis Iennganensis) — епархия Римско-Католической церкви c центром в городе Яньань, Китай. Епархия Яньаня входит в митрополию Сианя.

## История
15 октября 1696 года Римский папа Иннокентий XII издал бреве E sublimi Sedis, которым учредил апостольский викариат Шэньси, выделив его из епархии Пекина (сегодня — Архиепархия Пекина).
В 1712 года Святой Престол присоединил к апостольскому викариату Шэньси территорию упразднённого апостольского викариат Шаньси и переименовал в апостольский викариат Шэньси в апостольский викариат Шэньси и Шаньси.
2 марта 1844 года апостольский викариат Шэньси и Шаньси передал часть своей территории для создания воссоздания ранее упразднённого апостольского викариата Шаньси (сегодня — Епархия Луаня) и стал называться апостольским викариатом Шэньси.
В следующие годы апостольский викариат Шэньси передал часть своей территории для образования новых церковных структур:
- 21 июня 1878 года — апостольскому викариату Ганьсу (сегодня — Епархия Ланьчжоу);
- 2 августа 1887 года — апостольскому викариату Южного Шэньси (сегодня — Епархия Ханьчжуна). В этот же день апостольский викариат Шэньси был переименован в апостольский викариат Северного Шэньси;
- 2 апреля 1911 года — апостольскому викариату Центрального Шэньси (сегодня — Архиепархия Сианя);

3 декабря 1924 года апостольский викариат Северного Шэньси был переименован в апостольский викариат Яньаньфу.
11 апреля 1946 года Римский папа Пий XII издал буллу Quotidie Nos, которой преобразовал апостольский викариат Яньаньфу в епархию Яньаня.

## Ординарии епархии
- епископ Натаниэль Бюргер (11.01.1777 — 20.07.1778);
- епископ Джованни Баттиста ди Манделло (17.02.1792 — 23.06.1804);
- епископ Антонио Луиджи Ланди (7.11.1804 — 26.10.1811);
- епископ Иоахим Сальветти (21.02.1815 — 21.09.1843);
- епископ Альфонсо-Мария ди Донато (2.03.1844 — 20.05.1848);
- епископ Эфизий Кьяйс (20.05.1848 — 12.04.1885);
- Паскуале Паньюччи Pasquale Pagnucci (12.04.1884 — 29.01.1901);
- епископ Одорик Джузеппе Рицци (15.04.1901 — 22.03.1905);
- Атаназиус Гётте (26.09.1905 — 29.03.1908);
- епископ Огюст-ЖанэГабриэль Морис (1.08.1908 — 12.04.1911);
- епископ Целестино Ибаньес-и-Апарисио (12.04.1911 — 13.01.1949);
- епископ Pacific Ly-Hsüan-te (13.12.1951 — 1973);
  - Sede vacante
- епископ Francis Tong Hui (1994 — ?)
- епископ John Baptist Yang Xiaoting (25.03.2011 — по настоящее время).

## Источник
- Annuario Pontificio, Libreria Editrice Vaticana, Città del Vaticano, 2003
- Бреве E sublimi Sedis, Raffaele de Martinis, Iuris pontificii de propaganda fide. Pars prima, Tomo II, Romae 1889, стр. 158  (лат.)
- Булла Quotidie Nos, AAS 38 (1946), стр. 301  (лат.)